# Santanas
Santanas är en ort i kommunen Temascaltepec i delstaten Mexiko i Mexiko. Samhället hade 948 invånare vid folkräkningen 2020.